# Melinda (Unternehmen)
Melinda ist ein Agrarkonsortium mit Sitz in Cles im Trentino, Italien. Kerngeschäft ist der Vertrieb von Äpfeln, es werden aber auch andere Lebensmittel unter dem Namen Melinda auf den Markt gebracht. „Melinda-Äpfel“ werden weltweit in 60 Länder exportiert. Nach eigenen Angaben zählt das Unternehmen über 35 Millionen Konsumenten in der Welt.

## Geschichte
Das Konsortium Melinda entstand 1989 aus dem Zusammenschluss mehrerer Obstgenossenschaften des Nonstal und des Val di Sole. Die nicht umstrittene Gründung beruhte vor allem auf dem Wunsch, das gemeinsame Produkt Apfel einheitlich zu vermarkten.

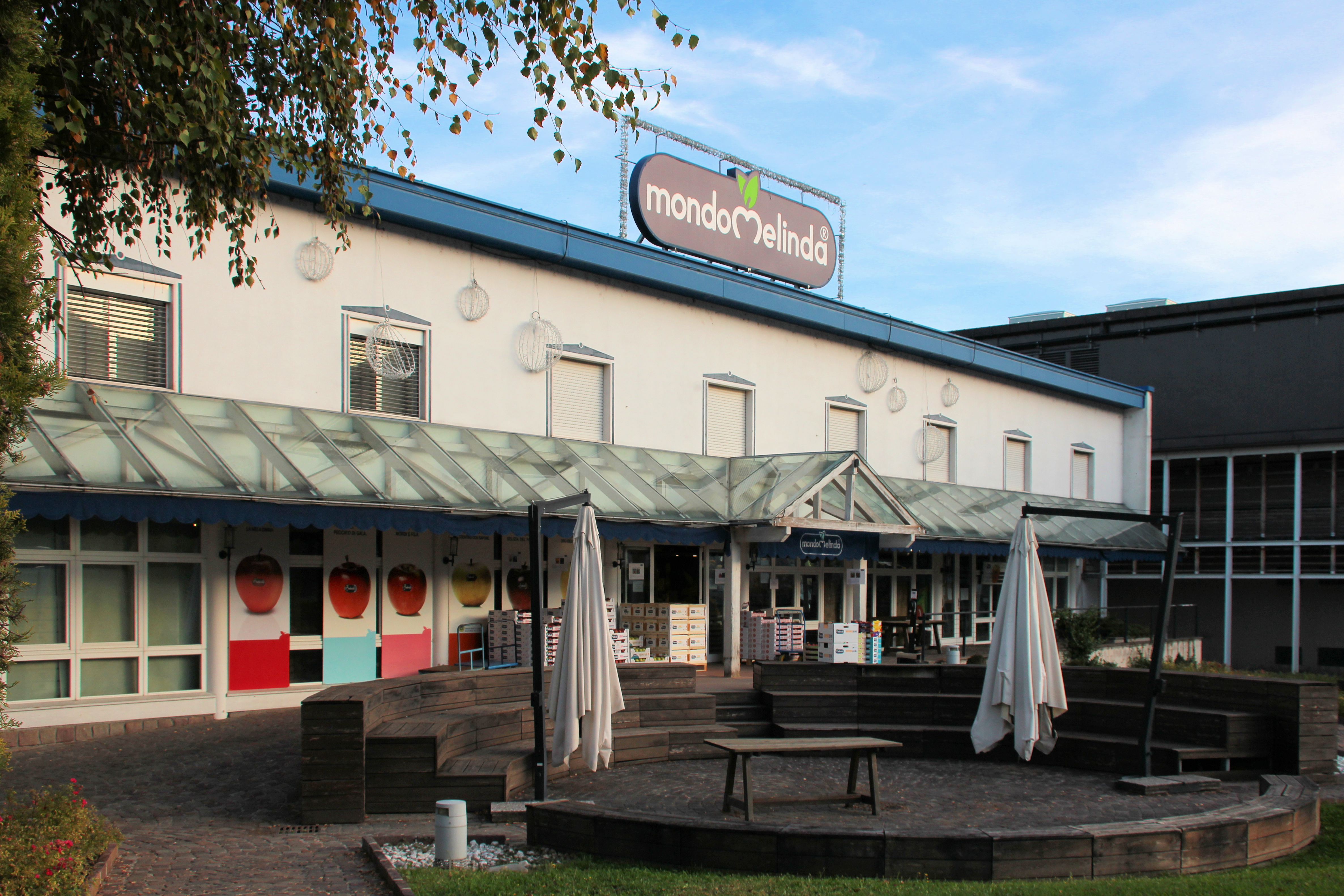
„MondoMelinda“ in Segnò

Seit 1993 werden die Äpfel des Konsortiums unter einem seitdem nur leicht veränderten Logo verkauft. Anfang der 1990er Jahre wurde durch Werbeschaltungen im italienischen Fernsehen der Apfel „Melinda“ zum wohl bekanntesten Apfel in Italien. 1997 wurde mit der Eröffnung von „MondoMelinda“ in Segnò in der Gemeinde Predaia direkt an der Strada Statale 43 della Val di Non ein eigenes Besucherzentrum mit Verkaufsräumen eingeweiht, das im Jahr etwa 40.000 Besucher anzieht.
Seit 2003 sind die von Melinda vermarkteten Apfelsorten Golden und Red Delicious sowie die Kanadarenette als Produkte mit geschützter Ursprungsbezeichnung (Denominazione d’Origine Protetta DOP) ausgezeichnet. Zum Zeitpunkt der Auszeichnung betrug der Anteil dieser drei Sorten etwa 95 % der gesamten von Melinda vermarkteten Apfelproduktion. Ab 2004 wurden auch andere auf Apfelbasis hergestellte Produkte aufgenommen und unter dem Markennamen „Melinda“ vertrieben und seit 2014 vermarktet das Konsortium auch andere Früchte, wie Kirschen, Erdbeeren und Waldfrüchte. 2017 stimmte das Konsortium zu, den biologischen Anbau auszuweiten, mit dem Ziel, innerhalb von fünf Jahren die dafür bestimmte Anbaufläche auf 500 Hektar zu vergrößern. Im gleichen Jahr wurde eine Kooperation mit La Trentina, dem zweitgrößten Obstkonsortium in der Provinz Trient, eingegangen.
Dem als landwirtschaftliche Genossenschafts- oder Konsortialgesellschaft (italienisch società cooperativa agricola, SCA) agierenden Konsortium gehören 16 Obstgenossenschaften mit über 4000 Mitgliedern an. Auf etwa 6700 Hektar Anbaufläche werden im Schnitt jährlich 400.000 Tonnen Äpfel produziert, was etwa 20 % der Apfelproduktion in Italien ausmacht. Der Jahresumsatz betrug 2021 über 321 Millionen Euro, nachdem er 2019 noch bei 241 Millionen Euro lag.

## Kritik
Für Kritiker verkörpert Melinda die Industrielle Landwirtschaft. Der Anbau von Äpfeln in Monokulturen sei laut Kritiker nur mit dem intensiven Einsatz von Pflanzenschutzmitteln möglich. Melinda wurde in der Vergangenheit vorgeworfen den intensiven Anbau auch mit Hilfe der Landespolitik auf Kosten der Umwelt weiter auszubauen. Auf Kritik durch Bürgerinitiativen und Umweltverbände reagiere Melinda mit juristischen Mitteln. Dem Unternehmen wird vorgehalten, die Umwandlung von Anbauflächen nach ökologischen Richtlinien nicht ausreichend voranzutreiben. 2020 seien nach Angaben von Bürgerinitiativen je Hektar 70 kg Pflanzenschutzmittel verteilt worden. Melinda hielt dem entgegen, dass Bioäpfel nur ein Nischenprodukt auf dem Markt darstellen und der Einsatz von Pflanzenschutzmitteln rückläufig sei.